# Ловеч (железопътна гара)
Железопътна гара Ловеч е основна гара по железопътна линия № 24 – Свищов – Левски – Ловеч – Троян, която е разклонение на железопътна линия № 2 – София – Горна Оряховица – Варна.
Първият известен проект за меридианно пресичане на Централна Северна България с железопътна линия е на академик Лукан Хашнов от 1909 г. Изграждането на участъка Левски-Ловеч започва през 1921 г. Местното население участва с труд, материали и пари. Завършен е през 1927 г. На новопостроената железопътна гара Ловеч, цар Борис III официално открива линията Левски-Ловеч.
През 1929 г. Висшият технически съвет на БДЖ одобрява проект за строителство участъка с едно трасе Ловеч-Троян. Строят се гарови сгради и основите на трасето. Стопанската криза през 30-те години на ХХ век и последвалата Втора световна война спират строежа.

## Национална строителна младежка бригада „Ловеч – Троян“
Работата по изграждане на линията е подновена отново през 1947 г., а строежът е обявен за национален строителен обект с името „Национална строителна младежка бригада „Ловеч – Троян“. В нея участват и бригадири от Австрия, Белгия, Полша, Унгария, Чехословакия, Швеция и Швейцария. Открита на 31 октомври 1948 г. от Васил Коларов.
Днес железопътна гара Ловеч обслужва най-евтиния пътнически и товарен транспорт от и до град Ловеч. Превозите се обслужват от дизелови локомотиви.